# 135-й штурмовой авиационный полк
135-й штурмовой авиационный Витебский дважды Краснознаменный полк — авиационная воинская часть штурмовой авиации ВВС РККА в Великой Отечественной войне.

## Боевой путь
Полк сформирован в марте 1940 года в Харькове в составе шести эскадрилий. За исключением командного состава, полк был укомплектован молодыми кадрами летного и технического состава из школ ВВС РККА. В полку проводилась доводка Су-2, войсковые испытания и подготовка инструкторов.
К началу Великой Отечественной войны 135-й ближнебомбардировочный авиационный полк (43 Су-2) входил в состав 49-й смешанной авиационной дивизии ВВС Харьковского военного округа.
С 28 июня 1941 года полк в составе ВВС 21-й армии участвовал в боях в районах Рогачёва и Жлобина, наносил бомбовые удары по частям моторизованной дивизии противника, наступавшей на Речицу, осуществлял бомбардировку немецких автомобильных и танковых колонн на участке дороги Бобруйск-Могилев. К концу июля полк потерял в ожесточенных боях до своих трети самолётов. В воздушных боях погибли летчик сержант Н. А. Болтунов, стрелок-бомбардир звена ст. лейтенант М. А. Богунов, стрелок-бомбардир звена лейтенант П. Т. Кулик, стрелок-бомбардир звена лейтенант А. А. Почетовский, стрелок-бомбардир лейтенант С. П. Коваленко, стрелок-бомбардир лейтенант Вл. Г. Марков, стрелок-бомбардир лейтенант Вл. Г. Мещеряков, стрелок-бомбардир лейтенант Н. К. Орлюк, стрелок-бомбардир сержант П. Г. Ножкин, стрелок-бомбардир сержант К. Н. Степура, погибли в авиакатострофе инженер по спецоборудованию воентехник 1-го ранга В. И. Климко, старший техник воентехник 1-го ранга Н. С. Морковский, старший техник воентехник 2-го ранга А. Р. Ющук, техник по радио воентехник 2-го ранга Ив. В. Коваль, воентехник 2-го ранга Н. Н. Киптилый, техник по приборам мл. воентехник Ан. Г. Кононенко, механик по электрооборудованию воентехник 2-го ранга Ев. А. Туркович, механики воентехники 2-го ранга Мамедов Алик Теймурович, Ив. П. Матвеев, Ф. А. Подгорнов, В. Е. Тришин, Ив. П. Шишкин и С. Г. Яковенко, старшина М. Я. Литвинов, ст. сержант Ив. Н. Бобков, сержант Т. А. Пивоваров.
До 18 августа 1941 года полк действовал на Рославльском, Новгород-Северском, Брусиловско-Конотопском и Роменском направлениях.
С 21 августа 1941 года полк в составе 1-й резервной авиагруппы участвовал в боях на Брянском фронте. 27 августа в воздушном бою были убиты лётчик сержант Н. Ар. Болтунов и стрелок-бомбардир сержант Ил. Ив. Дымов.
С сентября 1941 года по февраль 1942 года полк в составе 16-й смешанной авиационной дивизии осуществлял поддержку наземных войск Юго-Западного фронта и разведку войск противника в районе населенных пунктов Краснокутск, Ольшана-Недригайлов, Дальняя Игуменка, Сабынено, Разумное, Крутой Лог, Грязное, бомбардировку войск противника в населенных пунктах Большая Ольшанка и Пузаново, штурмовку автоколонн на участках дорог Стародуб-Семеновка-Новгород-Северский, Белгород-Харьков, Трухановка-Милорадово, Красноград-Староверовка. За уничтожение 10-11 октября 1941 года в районе населенных пунктов Трухановка, Максимовка и хутора Давыдов двух батальонов пехоты противника полку была объявлена благодарность командующим ВВС Юго-Западного фронта.
8 января 1942 года в воздушном бою в районе деревни Грушевка погибли командир звена лейтенант А. Г. Королёв и стрелок-бомбардир лейтенант С. Ф. Каргин.
В феврале-апреле 1942 года полк в составе ВВС 21-й армии выполнял бомбардировку войск и укреплений противника в районе населенных пунктов Гостищево, Непокрытая, Дальняя Игуменка, Лески. Звеном ст. лейтенанта Н. Н. Старорузского уничтожен Белгородский мост через реку Северный Донец. 22 февраля 1942 года в воздушном бою в районе деревни Шахово погибли мл. лейтенант Ю. А. Коновальчук и мл. лейтенант Ил. Ш. Тахтаров.
В мае 1942 года полк участвовал в Харьковской наступательной операции и оборонительных боях после её завершения. Лётчики полка выполняли разведку войск противника на участках дорог Готня-Сумы, Сумы-Ахтырка, Ахтырка-Тамаровка, Обоян-Белгород, боевые вылеты на Су-2 на поддержку наземных частей 21-й армии, бомбардировку войск и техники противника в районе населенных пунктов Муром, Песчанное, Зиборовка, Нечаевка,  Харьков,  Белгород, Обоянь, Суджа, Томаровка, Соломино, воинских эшелонов на железнодорожной станции Микояновка. При штурмовке шестеркой Су-2 (ведущий группы - политрук И. М. Кухарев) аэродрома противника в районе Ячнев-Колодец сожжено 5 самолетов Ме-109, автоцистерна и стартер. В воздушных боях сбиты несколько Ме-109 и Ме-110.
14 мая 1942 года с боевого задания не вернулся экипаж заместителя командира эскадрильи капитана Дм. Ф. Степанова и начальника связи эскадрильи лейтенанта А. Ив. Ковалева. 17 мая 1942 года огнем зенитной артиллерии был сбит самолёт лётчика лейтенанта Ив. А. Пархоменко и стрелка-бомбардира звена капитана Ил. А. Кашинцева.
В июне-сентябре 1942 года полк в составе 270-й бомбардировочной авиационной дивизии 8-й воздушной армии участвовал в оборонительных боях на Сталинградском направлении. Лётчики полка выполняли боевые вылеты на разведку и штурмовку войск противника в районах Калач-Сталинградский, Россошь, Волчанск, Каменка, Кантемировка, Карпенково, Киселев, Купянск, Огибное, Старопузино, Котельниково, Абганерово, хутор Вертячий, Староверовка, наносили бомбовые удары по наступающим на Сталинград войскам противника, железнодорожным станциям, аэродромам и переправам через Дон.
30 июня 1942 года при возвращении с боевого задания в районе населенного пункта Колосков при столкновении двух самолетов Су-2 погибли: командир звена лейтенант П. Ив. Андреев и начальник связи эскадрильи ст. лейтенант А. П. Лесной, командир звена лейтенант И. А. Клевцов и стрелок-бомбардир мл. лейтенант В. А. Лихошерстов.
5 августа 1942 года с боевого задания в районе населенного пункта Гремячий не вернулись лётчик лейтенант Ф. К. Галунец, стрелок-бомбардир звена ст. лейтенант Н. С. Павлык, стрелок-бомбардир ст. сержанта Гр. Е. Рабинович.
8 августа 1942 года с боевого задания из района Ново-Максимовская не вернулись: командир звена лейтенант И. Н. Шепель, летчик старшина С. З. Севастьянов, начальник связи полка капитан Н. Ф. Красильников, механик по вооружению техник-лейтенант К. Е. Долгополый, стрелок-бомбардир ст. сержант И. А. Фадеев.
С сентября 1942 года по март 1943 года летчики полка находились в 43-м запасном авиационном полку на освоении штурмовика Ил-2.
С марта по июль 1943 года лётчики 135-го штурмового авиационного полка в составе 308-й штурмовой авиационной дивизии проходили дневную и ночную подготовку на штурмовиках Ил-2.
В июле 1943 года полк участвовал в Орловской наступательной операции. Летчиками полка было совершено 87 боевых вылетов на штурмовку войск противника в районах населенных пунктов Алешин, Доброводы, Прогресс, Ветлица-Иванковичи, Кутьма, Ржавец, Трутово, аэродрома западнее населенного пункта Золотарево, желездорожной станции Моховое, на бомбардировку переправы на реке Оптуха. Лётчики полка уничтожили до 3 танков, 120 автомашин, артиллерийскую батарею, до 18 зениток и много другой техники и живой силы противника.
Осенью-зимой 1943 года полк участвовал в Брянской и Городокской операциях. Летчиками полка было совершено 747 боевых вылета, во время которых было уничтожено до 18 танков, 212 автомашин, 24 артиллерийских орудия, 60 зенитных орудий, разбито 3 паровоза, разрушено 2 моста и 2 переправы, сбито 4 самолета.
В январе 1944 года полк производил штурмовку войск и артиллерийско-минометных позиций противника в районе населенных пунктов Семеновка, Жуково, Шумилово, Хотилово, Ворошилово, Турлаково, Павлово и оказывал воздушную поддержку наземным частям 1-го Прибалтийского фронта на витебском и полоцком направлениям.
В составе 1-й воздушной армии 3-го Белорусского фронта 135-й штурмовой авиационный полк участвовал в Белорусской и Витебско-Оршанской операциях и за отличие в боях за овладение крупным областным центром Белоруссии городом Витебск удостоился почётного наименования Витебский.
Во время боев за освобождении Прибалтики лётчики полка осуществляли бомбардировку и штурмовку войска и техники противника в районе Шумилино и осуществляли воздушную поддержку наземных войск 1-го Прибалтийского фронта. За образцовое выполнение заданий командования в боях с немецкими захватчиками при овладении городом Вильнюс и проявленные при этом доблесть и мужество Указом Президиума Верховного Совета СССР от 25 июля 1944 года был награжден орденом Красного Знамени.
В составе войск 1-го Украинского фронта полк участвовал с 12 января по 14 февраля 1945 года в Сандомирско-Силезской и Нижне-Силезской наступательных операциях. Лётчики полка совершили 225 успешных боевых вылета, во время которых уничтожено 3 танка, 45 автомашин, 12 повозок, 13 артиллерийских орудий, 8 зенитных орудий, 11 вагонов и склад с боеприпасами. Потери полка составили 2 самолёта и один экипаж. За отличные боевые действия по освобождению Кракова и Домбровского угольного бессейна личному составу полка объявлена благодарность Верховного Главнокомандующего и «за боевые заслуги перед Родиной на фронтах Отечественной войны» полк награжден вторым орденом Красного Знамени.
16 февраля 1945 года лётный и часть технического состава полка убыли в Харьков для получения материальной части.
С 30 марта 1945 года полк участвовал в Верхне-Силезской, Берлинской и Пражской операциях. Лётчики полка производили разведку и штурмовку войск противника в районе населенных пунктов Вейсенберг, Домерово, Мальшевитц, Печерсхайн, Кодерсдорф, Нидер, на участках дорог Козель-Кревана, наносили бомбовые удары по городу Бреслау, разрушили мост через реку Альтеодер.

## Командир полка
- подполковник, полковник Янсен Борис Владимирович
- капитан, майор, подполковник Корзинников Григорий Михайлович (с 15.10.1941)

## Управление полка
Комиссар полка, заместитель командира полка по политической части: 
- батальонный комиссар Николаев Александр Михайлович (с 3.9.1941)
- старший политрук Шелестенко Иван Сафронович
- батальонный комиссар Чуксин Александр Никифорович (до августа 1942 г.)
- батальонный комиссар, майор Громак Василий Сидорович

• Комсорг полка:
- мл. лейтенант Молчанов Василий Иванович

Заместитель командира полка:
- майор Пушкин, Анатолий Иванович (март 1940 г. – октябрь 1941 г.)
- майор Кухарев, Иван Миронович (до января 1944 г.)
- майор Козлов, Григорий Филиппович

Штурман полка:
- майор Кухарев, Иван Миронович (с августа 1943 г.)
- майор Куфонин, Сергей Фёдорович

Помощник командира полка по воздушно-стрелковой службе:
- майор Моспанов Кузьма Федосович (октябрь 1942 г. – март 1944 г.)
- старший лейтенант Педько Анатолий Петрович (сентябрь 1944 г. – февраль 1945 г.)

Начальник связи полка:
- капитан Красильников Николай Фёдорович (погиб 8.08.1942 г.)

Старший врач полка:
- капитан медицинской службы Тарасенко Дмитрий Порфирьевич

## Штаб полка
Начальник штаба:
- капитан, майор Рудык Антон Иванович
- гвардии подполковник Романов Михаил Васильевич (с февраля 1944 г.)

Заместитель начальника штаба полка по оперативной и разведывательной части:
- капитан Рудык Антон Иванович
- капитан Павлов Иван Георгиевич (до марта 1943 г.)
- капитан Оленченко Василий Иванович (с августа 1944 г.)

Помощник начальника штаба полка по спецсвязи:
- старший лейтенант Сеятишенко Александр Сергеевич

## Инженерная служба полка
Старший инженер полка – помощник командира полка по эксплуатации:
- военинженер 3-го ранга Телегин Алексей Григорьевич
- инженер-капитан Паечкин Алексей Георгиевич

Заместитель старшего инженера по вооружению:
- старший техник-лейтенант Дзинкевич Игорь Степанович

Заместитель старшего инженера по спецслужбам:
- старший техник-лейтенант Мясников Сергей Александрович

## Начальник медицинской службы - старший врач полка
- капитан, майор медицинской службы Тарасенко Дмитрий Порфирьевич

## Наиболее отличившиеся лётчики и штурманы полка
| Награда | Ф.И.О.                          | Должность                     | Звание            | Примечания |
| ------- | ------------------------------- | ----------------------------- | ----------------- | --- |
|         | Гопник, Хаскель Моисеевич       | Штурман 948 ШАП               | Майор             | Всего совершил 120 боевых вылетов в составе 135 ШАП и 948 ШАП                                                              |
|         | Зеленко, Екатерина Ивановна     | Зам. командира 5-й эскадрильи | Старший лейтенант | Всего совершила 40 боевых вылетов. 12.9.1941 года совершила воздушный таран                                                |
|         | Козлов, Григорий Филиппович     | Зам. командира полка          | Майор             | 103 боевых вылета на СБ, Пе-2 и ИЛ-2 в составе 514 ПБАП и 135 ШАП. В воздушных боях сбил 2 Ю-87 лично и 1 FW-190 в группе. |
|         | Куфонин, Сергей Фёдорович       | Штурман полка                 | Майор             | 120 боевых вылета на Р-Z, Су-2 и Ил-2                                                                                      |
|         | Соловьев Владимир Александрович | Штурман 308 ШАД               | Майор             | 136 боевых вылетов в составе 135 ШАП, 308 ШАД и 948 ШАП                                                                    |
|         | Фёдоров, Иван Ильич             | Командир эскадрильи           | Капитан           | 169 боевых вылетов на Су-2 и Ил-2. Погиб 13.12.1943.                                                                       |